# Tonco
Tonco é uma comuna italiana da região do Piemonte, província de Asti, com cerca de 891 habitantes. Estende-se por uma área de 11 km², tendo uma densidade populacional de 81 hab/km². Faz fronteira com Alfiano Natta (AL), Calliano, Castell'Alfero, Corsione, Frinco, Montiglio Monferrato, Villa San Secondo, Villadeati (AL).

## Demografia
| Variação demográfica do município entre 1861 e 2011                               |
|                                                                                   |
| Fonte: Istituto Nazionale di Statistica (ISTAT) - Elaboração gráfica da Wikipedia |